# Драго Ђуровић
Драго Ђуровић (Битољ, 29. март 1923 — Титоград, 30. март 1986) је био југословенски и црногорски вајар, сликар и сликарски педагог.

## Биографија
Рођен је 1923. године у Битољу. Драго је био из места Грлић код Даниловграда. Академију ликовних уметности завршио је у Београду 1951. године. Током студијских путовања боравио је у Италији и Француској. Први пут је излагао у Цетињу 1950. године. Излагао је са групом „Тројица“.
Учествовао је на изложбама Савремене југословенске уметности у земљи и иностранству, на изложбама Удружења ликовних уметника Црне Горе, Савеза ликовних уметника Југославије, Изложби савремених европских уметника у Њујорку 1962, Другом тријеналу ликовних уметности у Београду 1964. године и остало.
Умро је 1986. године у Титограду.
По њему се данас зове награда у Црној Гори, која се додељује појединим вајарима за најбоље вајарско остварење године.

## Стваралаштво
Неки од његових споменика у јавном простору су:
- Споменик Партизану-борцу, Подгорица 1957. (у сарадњи с архитектом Војиславом Ђокићем)
- Споменик палим борцима, Даниловград 1959. (у сарадњи с архитектом Мирком Ђукићем)
- Споменик стрељаним омладинцима Даниловград-Лазине 1959.
- Споменик палим борцима НОБ-а, Пљевља 1960. (у сарадњи с архитектом Мирком Ђукићем)
- Торзо, Аранђеловац 1977.
- Биста Баја Секулића у Даниловграду
- Споменик у Вуксанлекићима-Подгорица
- Мермерна скулптура(фриз) на јужном зиду главне поште у Подгорици.